# Dallas County (Arkansas)
Dallas County is een county in de Amerikaanse staat Arkansas.
De county heeft een landoppervlakte van 1.729 km² en telt 9.210 inwoners (volkstelling 2000). De hoofdplaats is Fordyce.

## Bevolkingsontwikkeling

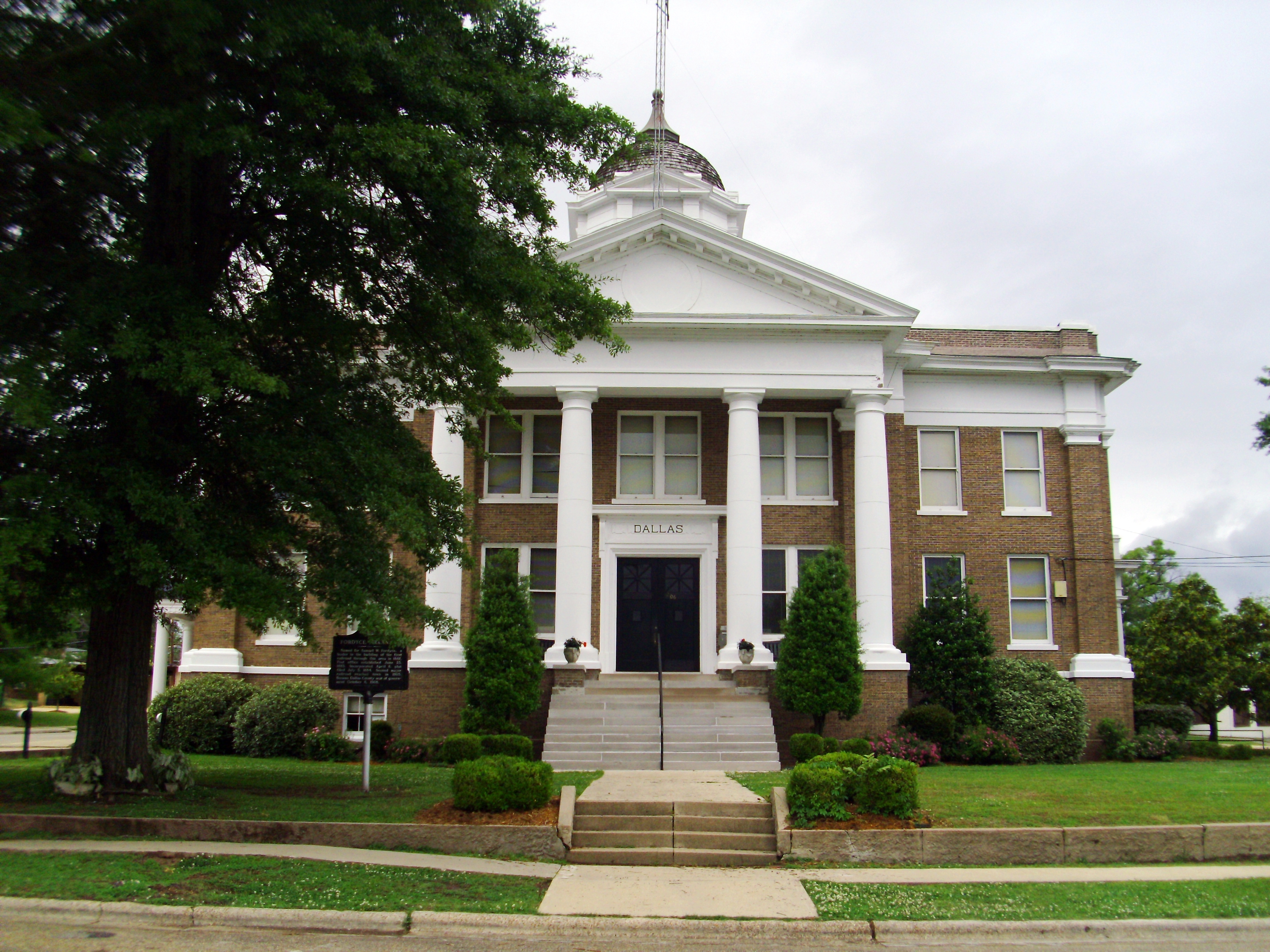
Dallas County Courthouse